# Karmanoia
Karmanoia is een Berlijns netwerk van kunstenaars, ambachtslieden en visionairs rond Tim Henrik Schneider sinds 2003, gewijd aan immersieve kunstinstallaties. Een van hun bekendste installaties is het "Labyrinth" Peristal Singum, dat tussen 2010 en 2014 een gastoptreden maakte in Club Wilde Renate in Berlijn. In mei 2019 opende Karmanoia een permanente, doorloopbare installatie, Doloris' Meta Maze in Tilburg, Nederland.

## Geschiedenis

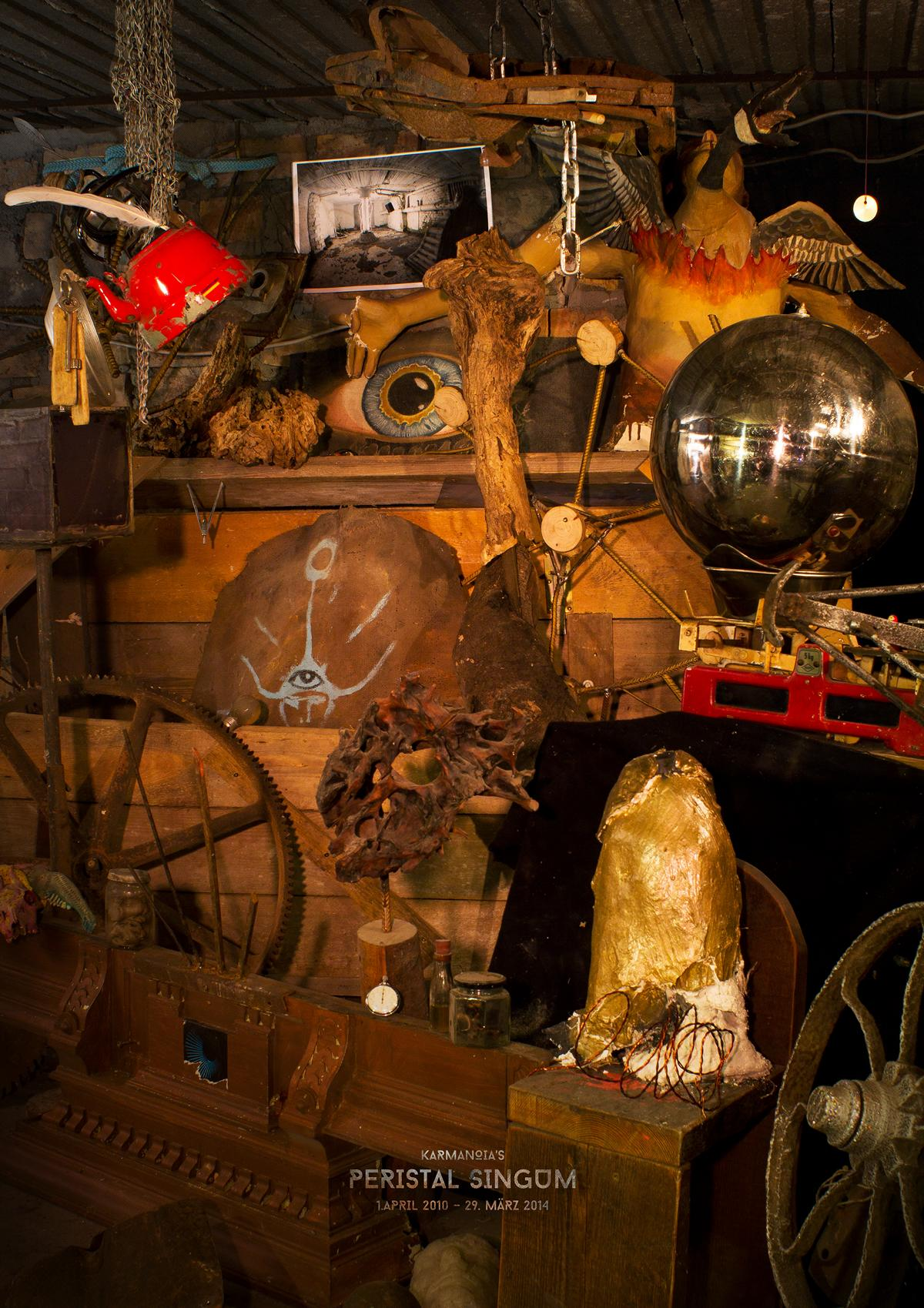
Karmanoia's Labyrinth "Peristal Singum" in Berlin, 2014

Karmanoia bestaat sinds 2003, met het toen leegstaande huis aan de Mainzer Straße 5, Berlin-Neukölln als oprichtingslocatie. Hier richtte Tim Henrik Schneider het Karmanoia Theater op, dat een podium bood aan de muzikale Neukölln underground, de Berlijnse off-theaterscene en onconventionele theaterformats. Latere succesvolle bands als de politiek georiënteerde groep The Incredible Herrengedeck of de eenmansband voor kinderen genaamd Bummelkasten, vonden hier hun eerste optredenkansen. Ook maakten de Duitse Acteurs Sebastian Zimmler (geprezen met de theateraward Hamburg voor de categorie 'uitstekende performer') en Florian Steffens (geprezen met twee Münster-theaterprijzen voor 'beste acteur') deel uit van een groep theaterprofessionals die niet alleen met hun eigen producties, maar ook met regelmatige thema-avonden een breed publiek bereikten. In het huis zelf bevond zich ook een inloop-kunstinstallatie met de naam "From Ass to Soul", de voorloper van latere meeslepende kunstinstallaties van Karmanoia. Het huis aan de Mainzer Straße 5 werd in 2009 verkocht en Karmanoia verhuisde.
In de Berlijnse technoclub Wilde Renate, toen nog Salon zur Wilden Renate, creëerde Karmanoia in 2010 een inloop, multimediale, immersieve kunstinstallatie genaamd Peristal Singum, die veel media-aandacht kreeg. Zo werd hier een aflevering van de met meerdere Emmy's bekroonde Amerikaanse reality televisieserie The Amazing Race gefilmd. Populair als insidertip onder bezoekers van Berlijn, moest de Peristal Singum in 2014 sluiten wegens overbevolking.
In mei 2019 opende Karmanoia, in samenwerking met de Nederlandse exploitatiemaatschappij Doloris BV, de volgende grote immersieve kunstinstallatie Doloris' Meta Maze, volgens dagblad De Volkskrant "het grootste kunstlabyrint van Europa." Meta Maze is een Gesamtkunstwerk dat architectonisch is opgezet langs labyrintische lijnen, dat bezoekers kunnen betreden en zo ruimtelijk en met al hun zintuigen kunnen ervaren. Alleen al in de eerste zes maanden trok de attractie meer dan 40.000 bezoekers.
In december 2019 bouwde en ontwierp Karmanoia een kamer in de immersieve pop-up installatie Dream World in Berlijn.
In september 2021 bouwde en ontwierp Karmanoia in samenwerking met Roberto Buschbacher en Joris Löschburg een immersief en interactief theater format genaamd XYZA.

## Visie
Karmanoia is een samenvoeging van Karma en 'noia'. Met 'noia' (uit het Grieks; vertaald als 'gedachte') bestaat uit een groep met een wisselende samenstelling van theatermakers, architecten, ambachtslieden, Entrepeneurs, beeldend kunstenaars en muzikanten.
Karmanoia's voornamelijke focus is het creëren van ruimtes en plekken waarin bezoekers uit de mechanismes van de gewone dag getrokken worden, om ze vervolgens onder te dompelen in een nieuwe werkelijkheid. Tim Henrik Schneider beschrijft hun installaties als een psychologische , fysiologische en biologische 'filter' voor onze perceptie naar de werkelijkheid. De perceptie van tijd en ruimte spelen hierin een belangrijke rol. In een interview door Mark van Bergen over de Meta Maze spreekt Karmanoia hun visie uit: "Het gaat erom mensen uit het controlemechanisme te halen. We navigeren altijd door tijd en ruimte, in de zin van dat we altijd weten hoe laat het is en waar je bent. Dat geeft houvast en een gevoel van veiligheid. Op die manier creëren we een routinepatroon waarin we leven. Als je dit mechanisme weghaalt, komt er een soort oerinstinct naar boven en word je gereset in je denkwijze. Deze reset is van groot belang op het geluk van de moderne mens".

## Meta Maze
In mei 2019 opende Karmanoia, in samenwerking met de Nederlandse exploitatiemaatschappij Doloris BV, de volgende grote immersieve kunstinstallatie Meta Maze in Tilburg (NL). Het format van de installatie is uit te leggen als een surrealistisch doolhof. Het is een gesamtkunstwerk, met meer dan 40 verschillende kamers vol mysterieuze objecten en verstopte doorgangen om te ontdekken met alle zintuigen. Alle constructies zijn met de hand gebouwd en de kamers hebben elk een eigen thema. Het doolhof is gebouwd in het oude postkantoor op de spoorlaan met een totaal oppervlakte van 400 vierkante meter. Bovenop het gebouw zit aansluitend aan de Meta Maze ook een rooftopbar met 360 graden zicht op de skyline van Tilburg.
In 2018 verhuisde Karmanoia naar Tilburg en kregen ze hulp van Brabantse technici, lassers, installateurs, kunstenaars, schilders, dansers, componisten en beeldhouwers. Het was een team van in totaal zestig mensen, en zo is de Meta Maze binnen een jaar tot stand gebracht en zal blijven ontwikkelen.
Kunstenaars die onder de supervisie van Karmanoia hebben meegewerkt aan de constructie van de Meta Maze:
- Vince Donders
- Gijs Leijdekkers
- Marieke van de Meer
- Guust Persoon
- Esther Valk
- Merlijn van de Sande
- Thijmen Hoebink
- Birk Schmithüsen
- Nina Maria Stemberger
- Heidi Jonsson
- Raquel Rodriguez
- Natalie Tekampe
- Robert Buschbacher